# 施泰嫩贝格 (瑞士)
施泰嫩贝格（德語：Sternenberg）是瑞士联邦苏黎世州普费菲孔区的已废除市镇，2015年1月1日市镇合并之后是包马的组成部分。施泰嫩贝格面积为8.75平方千米，海拔高度875米，2014年12月31日人口数为359。

## 外部連結
- 施泰嫩贝格官方网站 （德文）